# Espina (ciutat)
Espina (en llatí: Spina, en grec antic: Σπίνα) va ser una antiga ciutat d'Itàlia propera a la desembocadura del Padus dins dels límits de la Gàl·lia Cisalpina.
Va ser, segons Dionís d'Halicarnàs, una ciutat dels pelasgs, una de les ciutats més importants fundades per aquell poble a Itàlia, i durant molt de temps va tenir una gran rellevància pel seu domini sobre l'Adriàtic i per les seves relacions comercials amb Grècia, i tenien el seu tresor a Delfos on hi anaven afegint costoses ofrenes.
Van ser expulsats pels bàrbars que vivien prop de la ciutat, i els van obligar a abandonar Itàlia. Estrabó explica també el domini de la ciutat sobre l'Adriàtic i parla del seu tresor a Delfos, i l'anomena «ciutat grega». Escílax de Carianda, que només parla de les ciutats gregues importants, la menciona. Els bàrbars que anomena Dionís d'Halicarnàs havien de ser els gals de la Cisalpina.
La ciutat va quedar destruïda i els romans no la van reconstruir quan van ocupar la Gàl·lia Cisalpina. Estrabó l'esmenta com un llogaret i Plini el Vell com una ciutat que en el seu temps ja no existia.